# South Barrule
South Barrule (Manx Baarool Jiass) ist ein 483 m hoher Hügel im Süden der Isle of Man. Damit ist er die höchste Erhebung im Südteil der Insel. Er liegt in der Nähe der Orte Dalby und Foxdale. Auf seinem Gipfel befinden sich die Reste eines eisenzeitlichen Hillforts, wo einer Sage nach die irische Sagengestalt Manannan gewohnt haben soll.
Auf den Hügel führt von Südwesten ein schmaler Wanderweg, der den Gipfel überquert. Vom Gipfel hat man bei gutem Wetter eine Aussicht auf den Südteil der Isle of Man.
An der Südwestseite des Hügels befindet sich auf 176 Metern Höhe der etwa 2,3 ha große Stausee Cringle Reservoir, der die Trinkwasserversorgung im südlichen Teil der Insel unterstützt. Er wurde zwischen 1938 und 1946 gebaut und hat eine Kapazität von etwa 14.100 m³.
Im Nordteil der Insel existiert der Hügel North Barrule (Baarool Twoaie, 565 m, zweithöchste Erhebung der Insel).

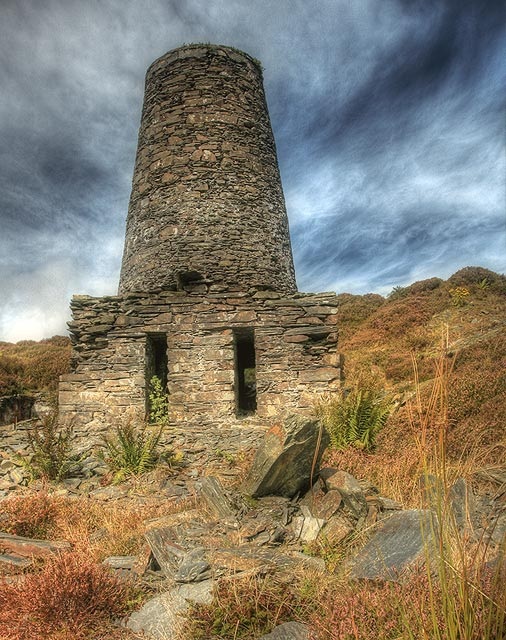
Etwa 1902 erbaute Windmühle an der Nordostseite des Hügels